# Amauris luxurians
Amauris luxurians är en fjärilsart som beskrevs av Talbot. Amauris luxurians ingår i släktet Amauris och familjen praktfjärilar. Inga underarter finns listade i Catalogue of Life.